# Pasărea soarelui
Pasărea soarelui (Eurypyga helias) este o pasăre din America Centrală, care aparține familiei Eurypygidae. Are o lungime a corpului de 43-48 cm și o greutate de 200 de grame. Pe partea ventrală a corpului, penajul este pestriț, în nuanțe de gri. Aripile impresionante, cu un desen realizat prin culori diferite, uimesc observatorul. Ciocul este lung și subțire, cu vârful ascuțit și coloritul închis..